# جيمس ماير (مخرج)
جيمس ماير (بالإنجليزية: James Myer)‏ هو مخرج أمريكي، ولد في 19 أكتوبر 1951.

## وصلات خارجية
- جيمس ماير على موقع IMDb (الإنجليزية)
- جيمس ماير على موقع كينوبويسك (الروسية)